# Strażnica WOP Nowy Lubusz
Strażnica WOP Nowy Lubusz – podstawowy pododdział graniczny Wojsk Ochrony Pogranicza pełniący służbę ochronną na granicy polsko-niemieckiej.

## Formowanie i zmiany organizacyjne
Strażnica została sformowana w 1945 w strukturze 9 komendy odcinka Słubice jako 45 strażnica WOP (Neulebus). Kierownictwo strażnicy stanowili: komendant strażnicy, zastępca komendanta do spraw polityczno-wychowawczych i zastępca do spraw zwiadu. Strażnica składała się z dwóch drużyn strzeleckich, drużyny fizylierów, drużyny łączności i gospodarczej. Etat przewidywał także instruktora do tresury psów służbowych oraz instruktora sanitarnego. W styczniu 1954 strażnica Nowy Lebus została wyłączona z 94 batalionu i przyłączona do 93 batalionu WOP.
Od 15 marca 1954 wprowadzono nową numerację strażnic, a strażnica WOP Nowy Lebus III kategorii otrzymała ten sam numer: nr 45. 
W 1956 rozpoczęto numerowanie strażnic na poziomie brygady. Strażnica Nowy Lebus II kategorii była 18. w 9 Brygadzie Wojsk Ochrony Pogranicza.
Rozkazem organizacyjnym dowódcy WOP nr 0148 z 2.09.1963 rozformowano strażnicę Nowy Lubusz a jej odcinek przekazano pod ochronę strażnicom Słubice i Pławidła.

## Ochrona granicy
W 1960 4 strażnica WOP Nowy Lubusz III kategorii ochraniała odcinek granicy państwowej o długości 11275 metrów od znaku granicznego 512 do zn. gr. 497.

## Komendanci/ dowódcy strażnicy
- ppor. Karol Majko (4.12.1945–?)
- sierż. Albin Woźny (był w 1951)
- sierż. Stanisław Górnik (?–1952)
- st. sierż. Jan Rogoziński (1952–1953)
- por. Franciszek Mazurek (1953–1960)
- por. Kazimierz Olesiak (1960–1963)

Wykaz dowódców strażnicy podano za Józef Ostrowski: Lubuska Brygada Wojsk Ochrony Pogranicza 1945-1989. Ludzie - wydarzenia. s. 5.
- ppor. Władysław Podliński
- ppor. Józef Sychód